# Tuija Brax

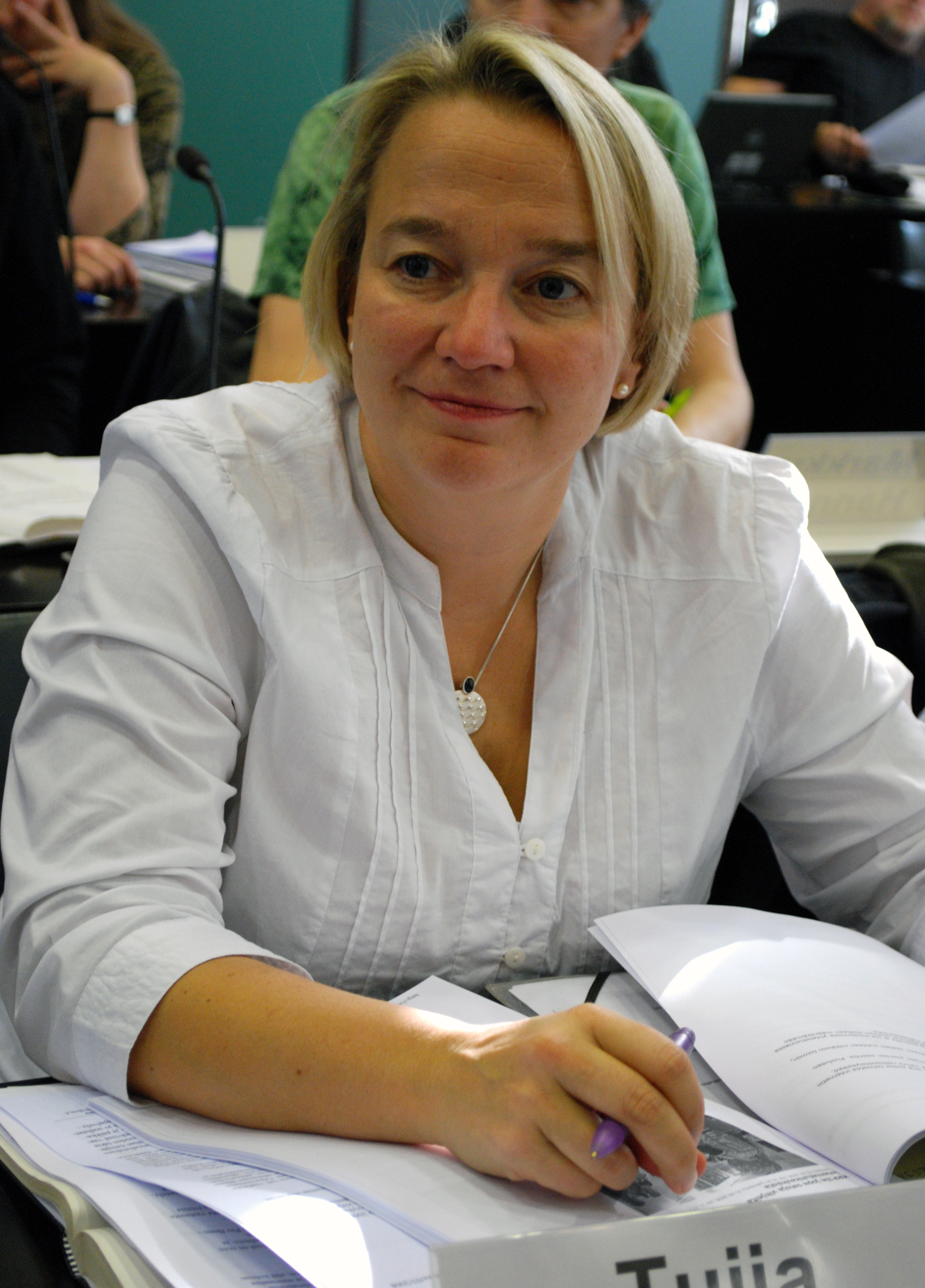
Tuija Brax (2008)

Tuija Brax (* 6. Januar 1965 in Helsinki) ist eine finnische Politikerin.

## Leben
Tuija Brax studierte nach ihrer Schulzeit Rechtswissenschaften an der Universität Helsinki; ihr gelang 1990 der Master in Rechtswissenschaften. Sie wurde Mitglied in der Partei Grüner Bund. 1993 wurde sie Mitglied des Stadtrates von Helsinki. 1995 gelang ihr der Einzug als Abgeordnete in das Finnische Parlament, dem sie in den folgenden Jahren angehörte und jeweils wiedergewählt wurde. Von 1995 bis 1997 war Brax Parteivorsitzende des Grünen Bundes.
Unter Ministerpräsident Matti Vanhanen wurde Brax Justizministerin in dessen Regierungskabinett und verblieb es unter seiner Nachfolgerin Mari Kiviniemi. Im Juli 2010 kündigte Brax als Justizministerin an, die Eheöffnung für gleichgeschlechtliche Paare in Finnland durchzusetzen.
Tuija Brax ist mit Antti Brax verheiratet und hat mit ihrem Ehemann zwei Kinder.